# Giardino di via Giacomo della Porta
Il giardino di via Giacomo della Porta è un'area verde di Milano, sita alla periferia settentrionale della città. Il giardino, progettato dallo  Studio Land, fu aperto al pubblico nel 1999 e ha una superficie di 4 400 m².

## Posizione
Il giardino è in prossimità della fermata stazione Bicocca della linea M5 di Milano.
Sul perimetro del giardino vi sono viale Fulvio Testi e via Goffredo da Bussero.